# Power Trip
Power Trip ist eine US-amerikanische Crossover-Band aus Dallas, Texas, die 2008 gegründet wurde.

## Geschichte
Die Band wurde 2008 gegründet und bestand ursprünglich aus dem Bassisten Chris Whetzel, dem Schlagzeuger Marcus Johnson, dem Sänger Riley Gale und den Gitarristen Blake „Rossover“ Ibanez und Nicky Stewart. Im selben Jahr erschien ein erstes Demo mit fünf Liedern. 2009 wurde Johnson durch Chris Ulsh ersetzt. Daraufhin erschien eine EP mit vier Liedern unter dem Titel Armageddon Blues. Zudem begann die Gruppe auf Tournee zu gehen – zunächst durch Texas, dann durch den Südwesten und Kalifornien und schließlich durch die ganze USA. Nach fast einem Jahr des Tourens und einer Pause, in der Ibanez sich der Schule widmete, schloss sich 2011 eine zweite, selbstbetitelte EP an, die drei Songs enthält. Danach ging es erneut auf Tournee, wobei die Band auch 2012 auf dem Pitchfork Music Festival zu sehen war. 2013 wurde ein Plattenvertrag bei Southern Lord unterzeichnete. Im selben Jahr nahm die Gruppe außerdem am South by Southwest teil. Im Juni desselben Jahres erschien das Debütalbum unter dem Namen Manifest Decimation. Der Tonträger war von Arthur Rizk und Daniel Schmuck in Philadelphia, Pennsylvania, und Argyle, Texas, produziert und abgemischt und von Rizk im Solomon’s Gate in Philadelphia gemastert worden.
Ein Jahr später veröffentlichten Power Trip zunächst im Februar die EP The Armageddon Blues Sessions, die neben den Liedern von Armageddon Blues auch zwei Lieder enthält, die nicht auf der EP Armageddon Blues erschienen waren. Im November 2014 folgte das Livealbum Live Series auf Kompaktkassette. Anfang 2016 spielten Power Trip als Vorgruppe von Lamb of God eine Tournee durch die USA, bei der Anthrax und Deafheaven ebenfalls mitspielten, bevor Power Trip im Juni zusammen mit Integrity eine Split-EP veröffentlichten, zu der Integrity drei und Power Trip zwei Lieder beisteuerten. Im Herbst 2016 folgte eine weitere US-Tournee im Vorprogramm von The Black Dahlia Murder und Napalm Death. Gleichzeitig nahmen Power Trip ihr zweites Studioalbum Nightmare Logic auf, dass erneut von Arthur Rizk produziert wurde. Das Album erschien am 24. Februar 2017 über Southern Lord. Nach einer Co-Headlinertournee mit Iron Reagan, folgten zwei Tourneen: Zunächst spielte Power Trip mit Obituary, Exodus und Dust Bolt und danach mit Cannibal Corpse und Gatecreeper. Bei den Loudwire Music Awards 2017 wurden Power Trip in der Kategorie Metal Song of the Year für das Lied Executioner’s Tax (Swing of the Axe) ausgezeichnet. Ferner waren Power Trip noch in den Kategorien Metal Artist of the Year und Metal Album of the Year nominiert, jedoch gingen beide Preise an Avenged Sevenfold. Die Redaktion des Onlinemagazins Loudwire kürte Nightmare Logic zum Metalalbum des Jahres 2017.
Am 25. August 2020 starb Frontmann Riley Gale unerwartet im Alter von 35 Jahren an einer Fentanyl-Überdosis. Eine Live-Version des Liedes Executioner’s Tax (Swing of the Axe) wurde bei den Grammy Awards 2021 in der Kategorie Best Metal Performance nominiert.

## Stil
Thom Jurek von Allmusic bezeichnete die Musik als Crossover-Thrash-Metal, in dem die Band zudem Elemente aus Hardcore Punk, Speed Metal und Death Metal einfließen lasse. Es seien Gemeinsamkeiten zu den Cro-Mags, Vio-lence, Nuclear Assault und Leeway hörbar. Joachim Hiller vom Ox-Fanzine fühlte sich beim Hören von Manifest Decimation an Ludichrist erinnert. Die Band belebe den Sound von Leeway, Cro-Mags und den Crumbsuckers wieder, die „dem ursprünglichen New York Hardcore den Rücken gekehrt beziehungsweise um massive metallische Elemente erweitert [hatten], um wuchtiges Drumming, bombastische Produktion und simple, scharfe Gitarrenriffs sowie halligen Gesang“. Die Songs seien jedoch etwas eintönig ausgefallen.

## Diskografie

### Studioalben
- 2013: Manifest Decimation (Southern Lord)
- 2017: Nightmare Logic (Southern Lord)

### Livealben
- 2014: Live Series (Moshers Delight Records)
- 2020: Live in Seattle 05.28.2018 (Southern Lord)

### Sonstige
- 2008: Demo 2008 (Demo, Eigenveröffentlichung)
- 2009: Armageddon Blues (EP, Double or Nothing Records)
- 2010: Hammer of Doubt (Single, Triple B Records)
- 2011: Power Trip (EP, Lockin' Out Records)
- 2016: Integrity / Power Trip (Split mit Integrity, Magic Bullet Records)
- 2018: Opening Fire: 2008–2014 (Compilation, Dark Operative)